# A Lazarus Taxon
A Lazarus Taxon es un caja recopilatoria del grupo de post- rock estadounidense Tortoise, publicado en 2006 sobre el sello Thrill Jockey. 